# اراضی ضمیمه‌شده لهستان به شوروی

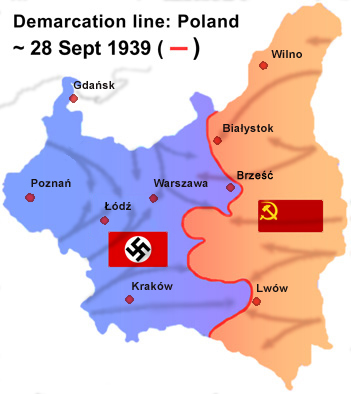
مرزهای موقتی که با پیشروی نیروهای آلمانی و شوروی ایجاد شد. مرزها به زودی پس از توافقات دیپلماتیک دوباره تنظیم شد.

قلمروهای لهستان که به اتحاد جماهیر شوروی ضمیمه شد (انگلیسی: Territories of Poland annexed by the Soviet Union) هفده روز پس از تهاجم آلمان به لهستان در سال ۱۹۳۹، که آغاز جنگ جهانی دوم بود، اتحاد جماهیر شوروی وارد مناطق شرقی لهستان (معروف به کرسی) شد و قلمروهایی به مساحت ۲۰۱۰۱۵ کیلومتر مربع (۷۷۶۱۲ مایل مربع) با جمعیت ۱۳٬۲۹۹٬۰۰۰ نفر را ضمیمه کرد. ساکنان علاوه بر لهستانی‌های قومی شامل گروه‌های اصلی جمعیت بلاروسی‌ها و اوکراینی‌ها و همچنین مردم چک، لیتوانیایی‌ها، یهودی و سایر گروه‌های اقلیت بودند.